# František Hečko
František Hečko (álnevek: Rastislav Zvončiansky, Elena Rubačová, Marek Habdža, Štefan Čulek; Szárazpatak, 1905. június 10. – Turócszentmárton, 1960. március 1.) szlovák költő, író, szerkesztő és publicista. Mária Jančová (Terézia Hečkova) szlovák írónő férje. A második világháború után a szocialista realizmus egyik képviselője.

## Élete
1922 és 1926 között a mezőgazdasági főiskolán tanult, majd 1928 és 1945 között egy mezőgazdasági szövetkezet könyvvizsgálójaként dolgozott. A második világháború után 1953-ig Szlovákia nemzeti kulturális intézetében, a Matica slovenskában dolgozott, majd a Szlovák Írók Szövetségének elnökévé választották, amely tisztséget 1956-ig töltötte be. Mindig is kötődött szülőföldjéhez.

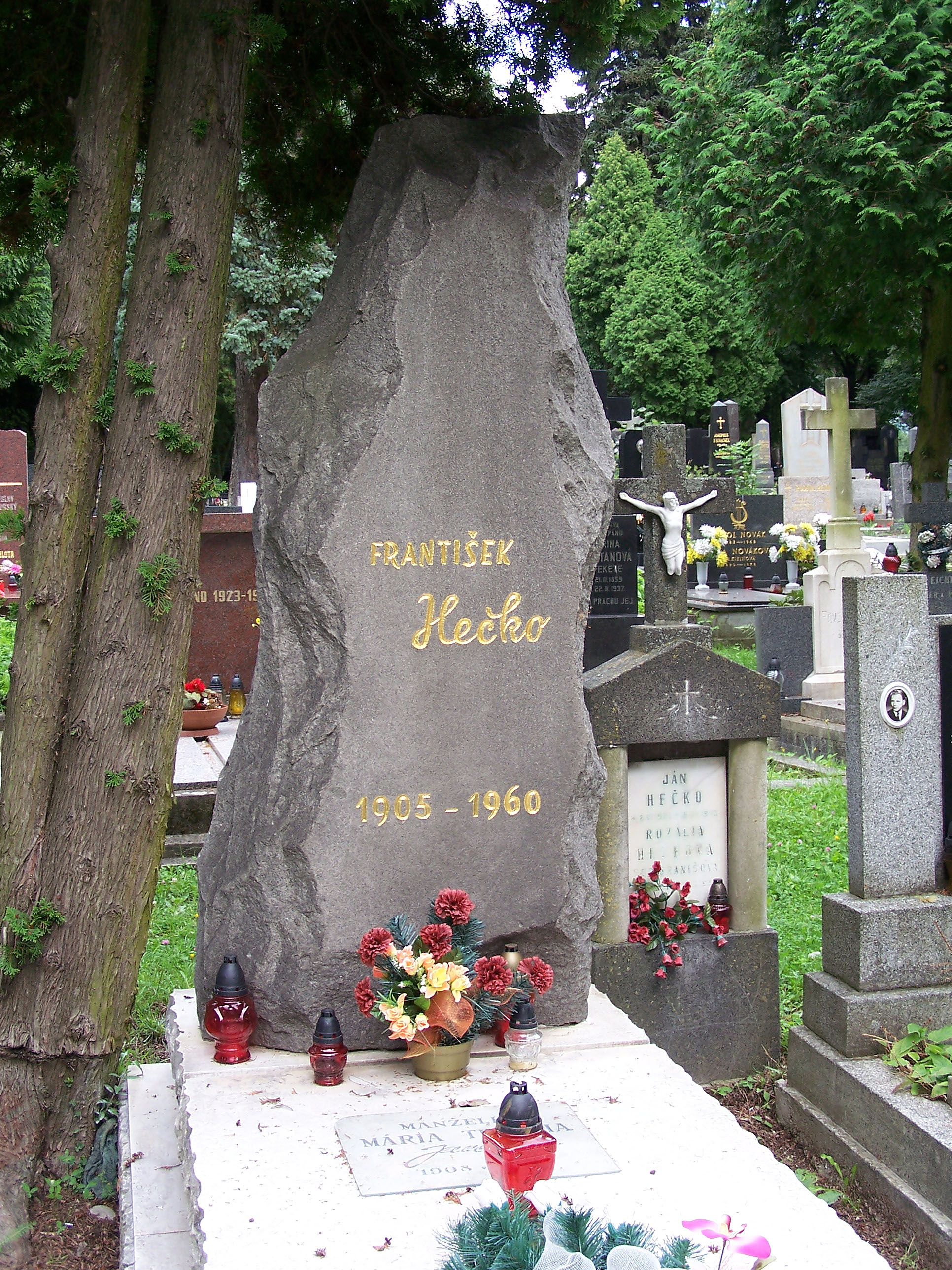
Sírja a turócszentmártoni nemzeti temetőben

## Munkássága
Első irodalmi műveit (költészet és próza) magazinokban (Mladé prúdy, Svojeť, LUK, Slovenské pohľady, Tvorba, Elán) jelentette meg. Szociális motívumokkal, intim dalszövegekkel és társadalmi történetekkel készített verseket írt, tematikusan a falu környezetére és a második világháború idejére építve. A gazdasági és kulturális kérdésekkel foglalkozó újságírói tevékenysége is jelentős. 
A falu szeretete főleg az első, Vörösbor című művében nyer kifejezést, amely a szlovák faluábrázolás egyik legjelentősebb regénye. Második regénye, a Falu a hegyek közt is falusi tematikájú. Utolsó műve, A szent sötétség egy be nem fejezett trilógia első része, amely a fasizmus idején játszódik, szatirikus humorral bemutatva az emberek esendőségét. Önéletrajzi regénye: A versektől a regényekig. Riportokat, tárcákat is írt. Munkái a szocialista realizmus irányzatába tartoznak.

## Művei

### Verseskötetek
- Vysťahovalci (1931)[1] Kivándorlók
- Na pravé poludnie  (1942) Pontosan délidőben
- Slovanské verše (1946) Szláv versek

### Próza
- Červené víno (1948) Vörösbor
- Drevená dedina (1951) Falu a hegyek között
- Svätá tma (1958)[2] A szent sötétség

### Újságírói munkái
- Družstevné výstupy (1940)[3]
- Družstevné články a skúsenosti (1941) Szövetkezeti cikkek és tapasztalatok
- Dozorný výbor v úverovom družstve (1942) A hitelszövetkezetek felügyelő bizottsága
- Babka k babce, budú kapce (1943)
- Moskva – Leningrad – Jasná Poľana (1953)[4] Moszkva – Leningrád – Jasná Poľana
- Od veršov k románom (1953)[5] A versektől a regényekig
- Fejtóny, výber publicistickej tvorby (1956)
- Prechádzky po kraji (1961)[6] Séta a régióban

## Magyarul
- Falu a hegyek közt. Regény; ford. Tóth Tibor; Magyar Kiadó, Bratislava, 1953
- Vörös bor (Szlovákiai Szépirodalmi, Pozsony, 1958, fordította: Tóth Tibor)

## Fordítás
- Ez a szócikk részben vagy egészben  a   František Hečko című szlovák Wikipédia-szócikk ezen változatának fordításán alapul.  Az eredeti cikk szerkesztőit annak laptörténete sorolja fel. Ez a jelzés csupán a megfogalmazás eredetét és a szerzői jogokat jelzi, nem szolgál a cikkben szereplő információk forrásmegjelöléseként.